# L'Aiguillon

L'Aiguillon este o comună în departamentul Ariège din sudul Franței. În 1 ianuarie 2022 avea o populație de 375 de locuitori.